# استودیوهای تایلر پری
استودیوهای تایلر پری یا تایلر پری استودیوز (انگلیسی: Tyler Perry Studios) یک استودیو فیلم آمریکایی در آتلانتا جورجیا است. این استودیوی فیلمسازی در سال ۲۰۰۶ توسط بازیگری آمریکایی به نام تایلر پری تاسیس شد. پری در سال ۲۰۱۵، پادگان ۳۳۰ هکتاری مک‌فرسون را خریداری کرد و به عنوان مقر جدید تایر پری استودیوز برگزید. تایلر پری استودیوز بزرگ‌ترین استودیوی فیلمسازی در ایالات متحده آمریکا است. پری اولین فرد آفریقایی آمریکایی است که یک استودیو فیلمسازی بنیان‌نهاده‌است.

## آثار
پروژه‌های شخصی پری و سریال‌های شبکه BET در این استودیو ضبط شده‌اند. علاوه بر این، بخش‌هایی از سریال مردگان متحرک و فیلم بلک پنتر ساخته این استودیو است.